# استونی پریری (اوهایو)
استونی پریری (به انگلیسی: Stony Prairie) یک منطقهٔ مسکونی در ایالات متحده آمریکا است که در شهرستان ساندوسکای، اوهایو واقع شده‌است. استونی پریری ۴٫۰ کیلومتر مربع مساحت و ۱٬۲۸۴ نفر جمعیت دارد و ۱۹۳ متر بالاتر از سطح دریا واقع شده‌است.